# Lista de deputados estaduais do Espírito Santo da 9.ª legislatura
Esta é a lista de deputados estaduais do Espírito Santo para a legislatura 1979–1983. Nas eleições, foram eleitos 24 deputados estaduais.

## Composição das bancadas
| Partido | Líder                  | Bancada | Posição  |
| ------- | ---------------------- | ------- | -------- |
| ARENA   | João Manoel Meneghelli | 14 / 24 | Governo  |
| MDB     | Roberto Valadão        | 10 / 24 | Oposição |

## Deputados Estaduais
Estavam em jogo 24 cadeiras na Assembleia Legislativa do Espírito Santo.
| Número | Deputados estaduais eleitos | Partido | Votação | Percentual | Cidade onde nasceu      | Unidade federativa |
| 11111  | Alício Franco               | ARENA   | 16.207  | 3,13%      | Pinheiros               | Espírito Santo     |
| 11582  | Emir de Macedo Gomes        | ARENA   | 14.875  | 2,87%      | Remanso                 | Bahia              |
| 11167  | Pedro Leal                  | ARENA   | 14.534  | 2,81%      | Vila Velha              | Espírito Santo     |
| 15823  | Roberto Valadão             | MDB     | 14.150  | 2,73%      | Colatina                | Espírito Santo     |
| 11855  | Alcino Santos               | ARENA   | 11.854  | 2,29%      | São Mateus              | Espírito Santo     |
| 11747  | Edson Machado               | ARENA   | 10.889  | 2,10%      | Caratinga               | Minas Gerais       |
| 11277  | Aldary Nunes                | ARENA   | 10.677  | 2,06%      | Vila Velha              | Espírito Santo     |
| 15298  | Samuel Batista Cruz         | MDB     | 9.989   | 1,93%      | Lajinha                 | Minas Gerais       |
| 11907  | João Manoel Meneghelli      | ARENA   | 9.814   | 1,89%      | Colatina                | Minas Gerais       |
| 11230  | Otto Vieira de Rezende      | ARENA   | 9.698   | 1,87%      | Baixo Guandu            | Espírito Santo     |
| 11626  | Lúcio Merçon                | ARENA   | 9.654   | 1,86%      | Muniz Freire            | Espírito Santo     |
| 11621  | Paulo Barros                | ARENA   | 9.221   | 1,78%      | Alegre                  | Espírito Santo     |
| 11528  | Arabelo do Rosário          | ARENA   | 8.814   | 1,70%      | Vitória                 | Espírito Santo     |
| 11449  | Dylio Penedo                | ARENA   | 8.712   | 1,68%      | Cachoeiro de Itapemirim | Espírito Santo     |
| 11534  | Juarez Martins Leite        | ARENA   | 8.563   | 1,65%      | Marataízes              | Espírito Santo     |
| 11540  | Vicente Silveira            | ARENA   | 8.416   | 1,62%      | Barra de São Francisco  | Espírito Santo     |
| 15940  | Vicente Santório Fantini    | MDB     | 7.795   | 1,50%      | Cariacica               | Espírito Santo     |
| 15698  | Clovis José Siqueira        | MDB     | 7.720   | 1,49%      | Nova Venécia            | Espírito Santo     |
| 15137  | Wilson Haese                | MDB     | 7.270   | 1,40%      | Pancas                  | Espírito Santo     |
| 15512  | Clério Vieira Falcão        | MDB     | 7.159   | 1,38%      | Vitória                 | Espírito Santo     |
| 15194  | Nelson Aguiar               | MDB     | 6.904   | 1,33%      | Brumado                 | Bahia              |
| 15493  | Nyder Barbosa               | MDB     | 6.805   | 1,31%      | Itaguaçu                | Espírito Santo     |
| 15666  | Dilton Lyrio Neto           | MDB     | 6.619   | 1,28%      | Guarapari               | Espírito Santo     |
| 15160  | Darcy Castello de Mendonça  | MDB     | 6.533   | 1,26%      | Vitória                 | Espírito Santo     |